# 花村さやか
花村 さやか（はなむら さやか、1977年12月1日 - ）は、日本の舞台女優、声優。兵庫県神戸市出身。フクダ&Co.所属。

## 来歴
兵庫県立宝塚北高等学校演劇科卒。
以前は劇団民藝に所属（1996年 - 2010年）し、フリー期間を経て三木プロダクション、オフィスPACに所属していた。
2025年3月31日、同日付でオフィスPACが事業停止したことに伴い、フクダ&Co.に移籍。

## 人物
方言は関西弁。
特技は日本舞踊。趣味はドライブ、動物園めぐり。

## 出演
太字はメインキャラクター。

### 舞台
- アンネの日記（1996年 - 1998年、2001年、2003年、2004年、アンネ・フランク）
- 蕨野行（1999年、女房・少女・老婆）
- アンナ・カレニーナ（2000年、キティ、セリョージャ）
- 炎の人（2000年、ラシェル）
- 桜の園（2000年、アーニャ）
- ありてなければ（2002年、泉明寺さやか）
- 宅悦～雑司が谷四家怪談～（2002年、お梅）
- 浮標～ブイ～（2003年、比企京子）
- 信濃坂（2003年、お辛）
- 火山灰地　～第1部・第2部～（2005年、雨宮玲子）
- RUBY MOON（2006年、シルビー、ダルシー、ヴェロニカ、ドーン）
- 喜劇の殿さん（2006年、笹弥生）
- はちどりはうたっている（2007年、鷹取陽子）
- 沖縄（2007年、踊る村人）
- 妖怪たち（2007年、ヘンコ）

### テレビドラマ
- はみだし刑事情熱系PART8最終章 第4話（2004年、リポーター）

### 劇場アニメ
- NITABOH 仁太坊-津軽三味線始祖外聞（2004年、ゆき[7]）
- ふるさと-JAPAN（2006年、坂本先生〈坂本理恵子〉）
- ちえりとチェリー（2015年、犬）[8][9]

### ゲーム
- キューピット・パラサイト（2020年、クラリス・ティア[10]）

### 吹き替え

#### 担当女優
ハン・ジミン
- イ・サン（ソン・ソンヨン）※他、第1話のナレーションも担当
- 王の涙 -イ・サンの決断-（貞純大妃）
- 宮廷女官チャングムの誓い（医女シンビ）

#### 映画
- 甘い人生（ヒス〈シン・ミナ〉）
- アルビン/歌うシマリス3兄弟（クレア・ウィルソン〈キャメロン・リチャードソン〉）
- インヒアレント・ヴァイス（シャスタ・フェイ・ヘップワース〈キャサリン・ウォーターストン〉）
- ウルフマン（グエン・コンリフ〈エミリー・ブラント〉）
- ガーフィールド（リズ〈ジェニファー・ラブ・ヒューイット〉）
- ガーフィールド2（リズ〈ジェニファー・ラブ・ヒューイット〉）
- 案山子男2/復讐の雄叫び
- ザ・タウン（クリスタ・コーグリン〈ブレイク・ライヴリー〉）
- ダーク・ハーヴェスト（ダナ〈エリザベス・リーサー〉）
- ダイヤモンド・イン・パラダイス（ソフィー〈ナオミ・ハリス〉）※ソフト版
- チャーリー・ウィルソンズ・ウォー（ボニー・バック〈エイミー・アダムス〉）
- NINE（カルラ〈ペネロペ・クルス〉）
- ネイビーシールズ: チーム6（ホリンズ〈キャスリーン・ロバートソン〉）
- ノスフェラトゥ（アンナ・ハーディング〈エマ・コリン〉）
- パラサイト・バイティング 食人草（ステイシー〈ローラ・ラムジー〉）
- バンジージャンプする（イン・テヒ〈イ・ウンジュ〉）
- ブラザーフッド（ヨンシン〈イ・ウンジュ〉）
- ミラーズ2
- レッド・ドーン（エリカ・マーティン〈イザベル・ルーカス〉）

#### ドラマ
- ER緊急救命室シリーズ
  - シーズン8（アマール〈サム・ドゥーミット〉）※第162話
  - シーズン11（ケイティー・ミルナー〈メーガン・ヘニング〉）※第235話
  - シーズン14（トレイシー・マルチネス〈エミリー・リオス〉）※第295話
  - シーズン15（ジョディ・ヌージェント〈クリスタ・B・アレン〉）※第322話
- WITHOUT A TRACE/FBI 失踪者を追え!
  - シーズン3（ベッキー）※第14話
  - シーズン5（サラ）※第8話
- オクニョ 運命の女（イ・ソジョン〈ユン・ジュヒ〉[11]）
- ザ・クラウン シーズン4（ダイアナ・スペンサー〈エマ・コリン〉）
- ザ・パシフィック（ヴェラ・ケラー〈キャロライン・ダヴァーナス〉）
- ザ・ラストシップ（サーシャ・クーパー〈ブリジット・リーガン〉）
- SHERLOCK（シャーロック）（スーリン）
- 新ビバリーヒルズ青春白書2（アイヴィー）
- スイッチ 〜運命のいたずら〜（ベイ〈ヴァネッサ・マラーノ〉）
- 太王四神記（タルピ）
- デスパレートな妻たち4（ディラン）
- ドクター・フー（グイネス〈イヴ・マイルズ〉）※第3話
- ニューハート（ナム・ヘソク〈キム・ミンジョン〉）
- 秘密（ヨンラン）
- ヒヤシンス・ブルーの少女（アレッタ）
- MACGYVER/マクガイバー（デジレー・“デジィ”・グエン〈レヴィ・トラン〉）
- マスケティアーズ パリの四銃士（コンスタンス・ボナシュー〈タムラ・カリ〉）
- ミステリー・グースバンプス（呪われたマスク、サブリナ）
- ミス・マープル4 なぜ、エヴァンズに頼まなかったのか?（モイラ・ニコルソン）
- 名探偵モンク4 ※第11話
- リバーデイル（グランディ先生）
- ロズウェル - 星の恋人たち（マリア〈マハンドラ・デルフィノ〉）
- 私はラブ・リーガル2（ウェンディ）※第11話